# Cari Roccaro
Cari Elizabeth Roccaro (* 18. Juli 1994) ist eine US-amerikanische Fußballspielerin. Sie spielte in der  Saison 2022 beim NWSL-Teilnehmer Angel City FC und wechselte im Januar 2023 zu den Chicago Red Stars.

## Karriere

### Vereine
Bereits im Alter von 15 Jahren gewann Roccaro bei den Long Island Fury unter Cheftrainer Paul Riley die Meisterschaft in der semiprofessionellen WPSL. Ebenfalls unter Riley spielte sie im Jahr 2012 für die New York Fury in der kurzlebigen WPSL Elite. Während ihres Studiums an der University of Notre Dame lief Roccaro anschließend von 2012 bis 2015 für die dortige Universitätsmannschaft der Notre Dame Fighting Irish auf.
Am 15. Januar 2016 wurde sie in der ersten Runde des NWSL-College-Drafts an Position fünf von den Houston Dash verpflichtet. Ihr Profidebüt gab Roccaro am 7. Mai 2016 bei einem 2:1-Sieg über den amtierenden Meister FC Kansas City mit Einwechslung für Ellie Brush. Vor der Saison 2018 wurde sie aus dem Kader der Dash gestrichen und wechselte kurz darauf zum Ligarivalen North Carolina Courage. In ihrer ersten Saison hatte sie dort aber nur zwei Einsätze, 2019 kam sie auf 15 Einsätze, 2020 fiel die Saison der COVID-19-Pandemie zum Opfer, sie wurde aber in den vier Spielen der „Fall Series“ eingesetzt. 2021 wurde sie in 23 von 24 Spielen der regulären Saison eingesetzt und erreichte mit ihrer Mannschaft als Sechster die erste Runde der Play-offs, in der sie mit 0:1 nach Verlängerung gegen den späteren Meister Washington Spirit verloren. Zur Saison 2022 wechselte sie zum neuen NWSL-Mitglied  Angel City FC. Für ihr neues Team konnte sie auch ihre ersten NWSL-Tore erzielen. 
Im Januar 2023 wechselte sie zu den Chicago Red Stars.

### Nationalmannschaft
Roccaro durchlief mehrere Nachwuchsnationalmannschaften des US-amerikanischen Fußballverbands. Mit der U-20-Nationalmannschaft nahm sie unter anderem siegreich an der U-20-Weltmeisterschaft 2012 in Japan teil, das Finale wurde mit 1:0 über die deutsche Auswahl gewonnen. Bei der U-20-Weltmeisterschaft 2014 hingegen schieden die Vereinigten Staaten im Viertelfinale nach Elfmeterschießen gegen die Auswahl aus Nordkorea aus. Roccaro stand hierbei bei allen vier Spielen der US-Auswahl auf dem Platz.

## Erfolge
- 2009: Gewinn der WPSL-Meisterschaft (Long Island Fury)
- 2012: Gewinn der U-20-Weltmeisterschaft